# Cəbrayıl Həsənov
Pour les articles homonymes, voir Hasanov.
Cəbrayıl Həsənov (né le 24 février 1990 à Astara alors en République socialiste soviétique d'Azerbaïdjan, actuellement en Azerbaïdjan) est un lutteur libre azerbaïdjanais.

## Biographie
Hasanov est médaillé de bronze aux Championnats du monde de lutte 2010 ainsi que deux fois champion d'Europe en 2010 et 2011.
Il remporte le titre lors des Championnats d'Europe de lutte 2019.

## Palmarès

### Jeux olympiques
- Médaille de bronze en catégorie des moins de 74 kg aux Jeux olympiques d'été de 2016 à Rio de Janeiro

### Championnats du monde
- Médaille d'argent en catégorie des moins de 79 kg aux Championnats du monde de lutte 2019 à Noursoultan
- Médaille d'argent en catégorie des moins de 79 kg aux Championnats du monde de lutte 2018 à Budapest
- Médaille de bronze en catégorie des moins de 66 kg aux Championnats du monde de lutte 2011 à Istanbul
- Médaille de bronze en catégorie des moins de 66 kg aux Championnats du monde de lutte 2010 à Moscou

### Championnats d'Europe
- Médaille d'or en catégorie des moins de 79 kg aux Championnats d'Europe de lutte 2019 à Bucarest
- Médaille d'or en catégorie des moins de 66 kg aux Championnats d'Europe de lutte 2011 à Dortmund
- Médaille d'or en catégorie des moins de 66 kg aux Championnats d'Europe de lutte 2010 à Bakou
- Médaille d'argent en catégorie des moins de 74 kg aux Championnats d'Europe de lutte 2016 à Riga
- Médaille d'argent en catégorie des moins de 66 kg aux Championnats d'Europe de lutte 2014 à Vantaa
- Médaille d'argent en catégorie des moins de 66 kg aux Championnats d'Europe de lutte 2009 à Vilnius
- Médaille de bronze en catégorie des moins de 79 kg aux Championnats d'Europe de lutte 2020 à Rome
- Médaille de bronze en catégorie des moins de 79 kg aux Championnats d'Europe de lutte 2018 à Kaspiisk

### Jeux européens
- Médaille de bronze en catégorie des moins de 74 kg aux Jeux européens de 2015 à Bakou

### Universiade
- Médaille d'argent en catégorie des moins de 74 kg à l'Universiade d'été de 2013 à Kazan